# Надь Гавриїл
Надь Г. Гавриїл (17 квітня 1913, Старий Врбас, Воєводина, теперішня Сербія — 15 жовтня 1983, село Коцур, Воєводина) — руський (український) мовознавець, навчитель, перекладач, поет.

## Життєпис
В 1932—1936 роках навчався у Белградському університеті на філософському факультеті.
По закінченні закладу вчителював — у гімназіях Руського Крстура — стає директором в кінці 1944 року, (община Кула) і Коцура (з 1954-го по 1979-й), викладав у Вищій педагогічній школі міста Новий Сад — з 1948-го по 1954-й.
Його перу належать праці по граматиці, методиці викладання рідної мови та правопису «З нашого правопису» — 1950, ввійшли до книги «Лингвистични статі й розправи» — 1983.
Був одним з перших в редакційній колегії частовису «Руське слово» — 1945,
Досліджував історію руської мови — «Прилоги до историї руского язика», 1988, результатом досліджень є його висновок, що руснаки Югославії є частиною українського народу, а «руска бешеда» розвинулася на основі українських говірок Карпат.
Його дослідження друкувалися в «Антологии руской поезиї» — Новий Сад, 1984.
Переклав руською мовою художні творів з російської, сербської та хорватської і російської.
Автор віршів «Літній вечір у полі», «Пісня», «Чуєте, браття», ряду сонетів.